# Gegen das Sommerlicht
Gegen das Sommerlicht (englischer Originaltitel: Wicked Lovely) ist ein Fantasyroman von Melissa Marr. Er wurde 2007 durch den Carlsen Verlag in Deutschland veröffentlicht.
Er ist der erste Band der Sommerlicht-Serie von Melissa Marr, zu der auch die Romane Gegen die Finsternis, Für alle Ewigkeit, Zwischen Schatten und Licht und Aus dunkler Gnade gehören.

## Handlung
Ashlyn ist eine Highschool-Schülerin und lebt mit ihrer Großmutter in einer Kleinstadt südlich von Pittsburgh. Ashlyn und ihre Großmutter haben seit Jahren strikte Regeln, wie sie ihre Gabe, Elfen zu erkennen, vor diesen geheim halten können. Elfen sind bösartige Kreaturen, die es nicht mögen, wenn sie von gewöhnlich Sterblichen erkannt werden. Ashlyn hat gelernt, sich vor ihnen zu schützen und sich ihrer Aufmerksamkeit zu entziehen, indem sie sich bevorzugt in der Nähe von Eisen aufhält, den die meisten Elfen können Eisen nicht ertragen. Als sich Keenan, der „König des Sommers“, für sie zu interessieren beginnt, wird es zunehmend schwierig für sie, sich zu entziehen. Denn Keenan und seine Begleiterin können nicht nur Eisen widerstehen, sie können auch eine menschliche Gestalt annehmen. Keenan hat sich nach außen hin in einen charismatischen Schüler verwandelt, ist sich aber nicht bewusst, dass Ashlyn seine wahre Gestalt erkennen kann. Er ist entschlossen, Ashlyn den Hof zu machen und ist überrascht durch ihre Zurückweisung. Ashlyn vertraut ihr Geheimnis Seth an, ihrem besten Freund. Zusammen versuchen die beiden herauszufinden, warum sich Keenan für Ashlyn interessiert. Sie finden heraus, dass Keenan seit neunhundert Jahren eine „Königin des Sommers“ sucht. Offenbar sieht Keenan in Ashlyn eine mögliche Königin, die ihn von seiner langen Suche erlösen könnte. Obwohl Ashlyn Seth liebt, entscheidet sie sich schließlich, Keenan zu helfen, seine böse Mutter, die „Königin des Winters“, zu verbannen. Donia, die Keenan begleitet und seit langer Zeit heimlich liebt, wird die neue „Königin des Winters“. Sie vertraut ihre Liebe schließlich Keenan an. Dieser wiederum erkennt, dass auch er Donia liebt. Ashlyn versucht ihr normales Leben trotz ihrer Pflichten als Königin so weit wie möglich beizubehalten: sie geht aufs College und ist auch weiterhin mit Seth zusammen.

## Rezeption
Wicked Lovely erhielt im Allgemeinen gute Kritiken. So lobte Annette Klause in der Washington Post die komplette Darstellung der Elfenwelt. Auch die romantischen Szenen des Buches hält sie für sehr gelungen. Wicked Lovely startete auf Platz acht der New York Times Bestsellerliste für Kinderbücher und kletterte bis auf Platz zwei. Das Buch hielt Platz zwei für elf Wochen.

## Mögliche Verfilmung
Universal Studios gab 2011 bekannt, sich die Filmrechte gesichert zu haben. Mary Harron war als Regisseurin vorgesehen und Caroline Thompson sollte das Drehbuch schreiben. Das Projekt wurde jedoch im selben Jahr wieder aufgegeben. Die Autorin gab im Juni 2013 bekannt, das Projekt sei von IM Global übernommen worden.